# 迪斯天尼·烏杜治
伊耶諾馬·迪斯天尼·烏杜治（義大利語：Iyenoma Destiny Udogie；發音：[ˈdɛstini uˈdɔːɡi]；2002年11月28日—），意大利足球運動員，現效力英格蘭超級足球聯賽球會熱刺。

## 球會生涯
維羅納
烏杜治出身於維羅納青訓系統，及後在2020年11月8日對AC米蘭的意甲比賽中首次上陣。
乌迪内斯
2021年7月15日，烏杜治被租借至乌迪内斯一個賽季，乌迪内斯有優先買斷權。 他的首個賽季在球隊主要擔任左翼衛，為俱樂部出場37次並打進5球。
熱刺
2022年8月16日，熱刺確認他們已簽下烏杜治至2027年，同時將烏杜治租借回到烏迪內斯一個賽季。

## 國際賽生涯
烏杜治出生於意大利，擁有尼日利亞血統。他是意大利的青年國腳。
2021年9月3日，他首次代表意大利U21出場，在2023年U21歐洲國家盃外圍賽3-0戰勝盧森堡的比賽中首發出場。

## 荣誉

### 俱乐部
热刺
- 欧洲联赛冠軍：2024–25年

## 外部連結
- Profile （页面存档备份，存于） at the Tottenham Hotspur F.C. website